# Vœu de Louis XIII

Le vœu de Louis XIII est un texte législatif soumis au Parlement de Paris et ratifié par le roi Louis XIII en 1638. Ce texte consacre le royaume de France, le roi et ses sujets sous la protection de la Vierge Marie. Il inclut un ensemble de promesses et d'actes de dévotions religieuses à effectuer par le roi et toute la population, essentiellement à l'occasion de la fête de l'Assomption de la Vierge (le 15 août).
Une tradition a associé ce vœu royal à la naissance (ou à la demande de naissance) du futur roi Louis XIV qui naquit le 5 septembre 1638, c'est-à-dire dans les mois qui ont suivi le vœu de Louis XIII.

## Historique

### Le contexte politique
Le contexte politique tant intérieur qu'extérieur du royaume de France est difficile dans les années précédents ce vœu solennel du roi. Si la guerre de religion avec les protestants est à peu près calmée après la paix d'Alès de 1629, plusieurs grands seigneurs ourdissent toujours des complots contre Richelieu, voire le roi lui-même. Le propre frère du roi, Gaston de France, conspire également contre lui, et son épouse, Anne, communique des secrets d’État à l'étranger.
Sur le front extérieur, la Guerre de Trente Ans qui ravage l'Europe voit un tournant dangereux pour la France : en 1634 les alliés de la France sont vaincus militairement obligeant la France à intervenir. Le 2 août 1636, les troupes espagnoles descendent par le Nord-Est et franchissent la Somme. Le 16 août, la ville de Corbie tombe entre leurs mains. Paris est menacé. Le roi doit venir faire le siège de Corbie qu'il reprend en novembre.

### Les étapes du vœu
Après 20 ans de mariage, le roi et la reine n'avaient toujours pas d'enfant, malgré plusieurs fausses-couches de la reine.

#### À la chapelle des Pénitents bleus de Toulouse (1632)

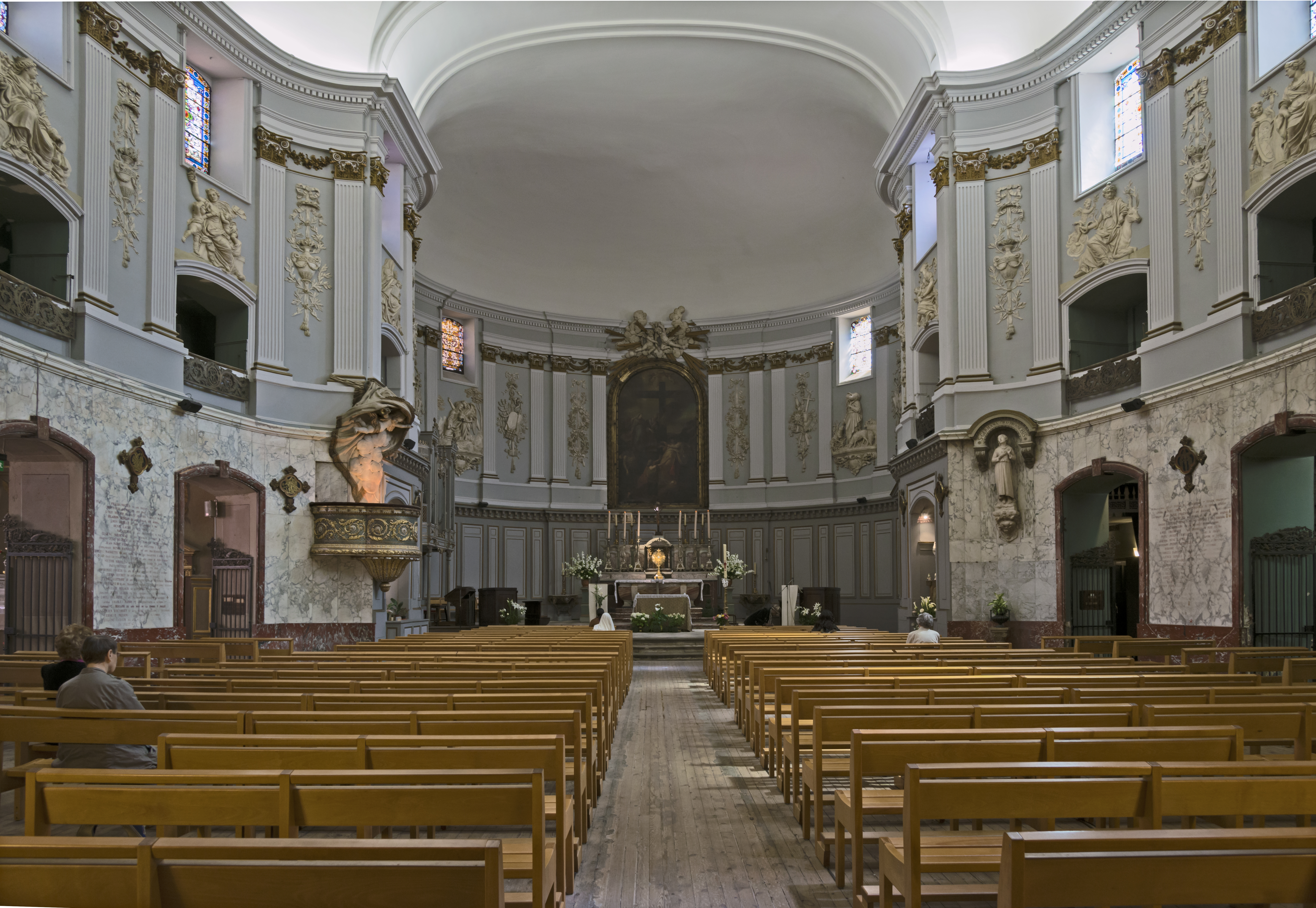
La nef et le chœur de la chapelle des Pénitents bleus.

Marié à l'âge de 14 ans en 1615, Louis XIII a 31 ans en 1632. Il est le premier roi de France à être membre de la confrérie des Pénitents bleus. En 1622, il envoie l'évêque de Pamiers, Mgr d'Esparbès de Lussan, poser à Toulouse la première pierre de la nouvelle chapelle des Pénitents bleus (aujourd'hui sanctuaire Saint-Jérôme). Il y vient avec son épouse, le 26 octobre 1632 et, depuis la Tribune royale, fait un vœu solennel à la Vierge pour obtenir un successeur à la Couronne de France.[réf. nécessaire]

#### Aux Minimes d'Abbeville (juillet 1637)
Le 19 mai 1636, Richelieu propose au Roi de faire installer une lampe perpétuelle, dans la cathédrale Notre-Dame de Paris, en l'honneur de la Vierge Marie, pour qu'elle aide aux succès des armées françaises. Le roi répond très rapidement au Cardinal, par écrit, qu'il souhaite réaliser ce vœu sans délais.
Les rapides succès militaires sur les frontières du royaume, sont interprétés par le roi et par le cardinal, comme une « réponse favorable de la Vierge » qui aurait ainsi permis de protéger la France dans cette période troublée par les invasions espagnoles, la préservant des incursions d'armées étrangères sur son sol,,.

#### L'élaboration du texte
Le texte du Vœu s'ébauche « dès les premiers mois de 1637 ». C'est Richelieu qui élabore et rédige une première version du texte. En avril 1637 l'ambassadeur de France à Rome connaît déjà l'essentiel du texte final. En novembre, c'est l'ambassadeur de Suède à Paris qui communique les grandes lignes du texte à son souverain, en raillant ce projet royal de soumission à la Vierge Marie. En novembre, le texte est soumis au parlement de Paris et subit quelques modifications.
La procédure législative étant arrivée à son terme, le roi peut signer le texte le 10 février 1638, depuis son château de Saint-Germain-en-Laye.

#### Les neuvaines à Notre-Dame de Grâces de Cotignac (27 octobre 1637)

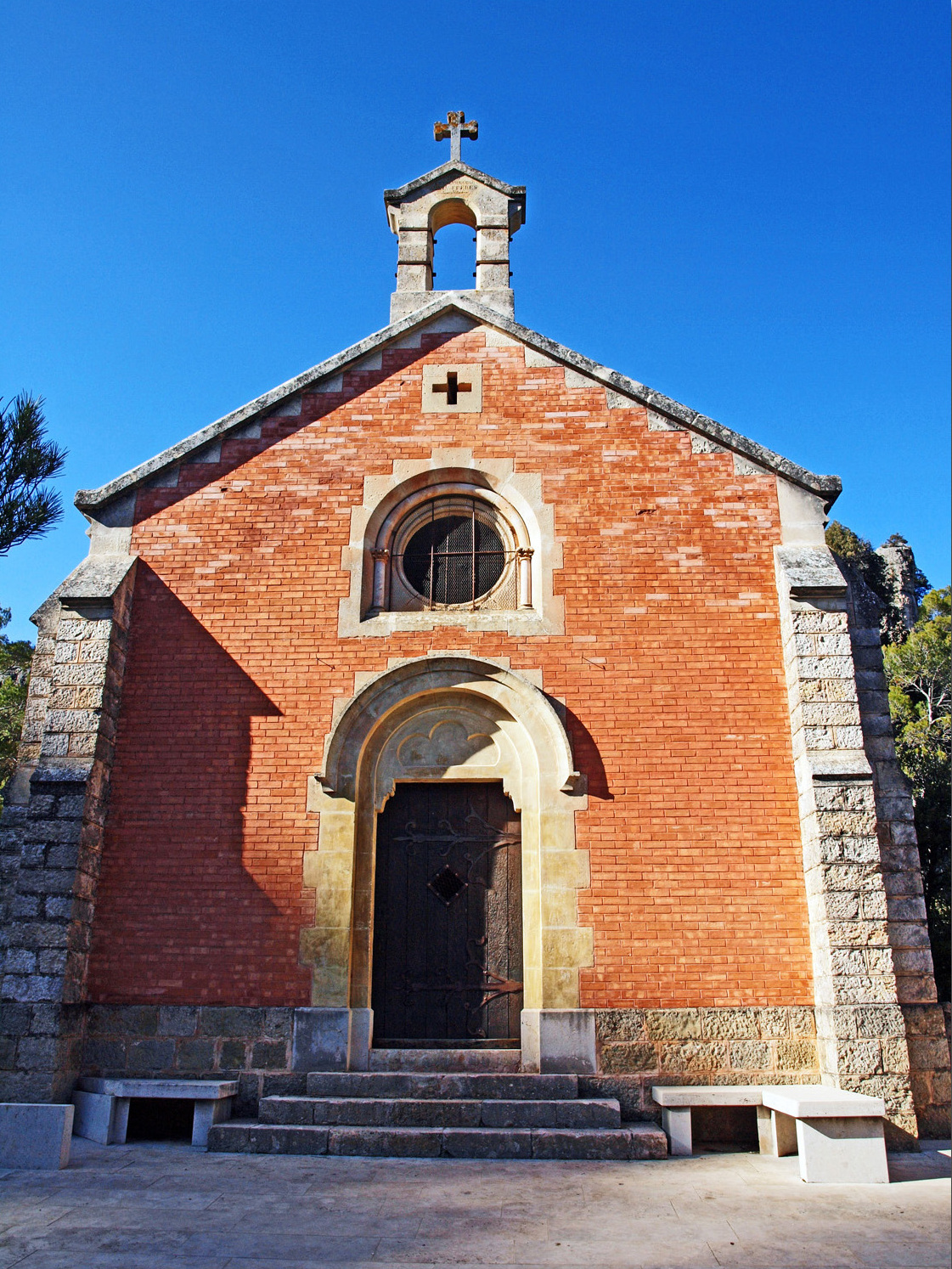
Église Notre-Dame-de-Grâces de Cotignac.

Le 27 octobre 1637, un religieux augustin déchaussé, le frère Fiacre, pendant qu'il priait, a une révélation intérieure que la reine Anne d'Autriche devait demander publiquement trois neuvaines de prières adressées à la Sainte Vierge (une à Notre-Dame de Paris, une à Notre-Dame des Victoires, et la dernière à l'église Notre-Dame-de-Grâces de Cotignac), et qu'alors, un fils lui serait donné,.
Le frère Fiacre rapporte que cette intuition est confirmée par une « apparition de la Vierge » le 3 novembre, la Vierge lui redisant que la reine aurait bien un fils si elle faisait exécuter ces prières. Le religieux obtient un entretien avec la reine, qui, une fois informée, mandate le frère pour réaliser ces trois neuvaines. Les neuvaines sont débutées le 8 novembre 1637,. La reine l'envoie à Cotignac pour y conclure ses neuvaines qui se terminent le 5 décembre suivant,.
Neuf mois plus tard, le 5 septembre 1638, Louis XIV naît à Saint-Germain-en-Laye,,.
Dès le mois de février 1638, la reine, certaine d'être enceinte, envoie le frère Fiacre à Cotignac pour y prier et obtenir que l'enfant naisse sans problème. Le 10 février 1638 , le roi signe le « vœu qui consacre le royaume de France à la Vierge ». À sa naissance, le jeune Louis reçoit comme prénom (en plus de son prénom Louis) « Dieudonné », ce qui signifie « donné par Dieu ».

#### Tradition du Vœu lié à la naissance du fils attendu
Une thèse a été relayée et défendue par de nombreux orateurs et même des historiens, que le fameux « vœu de Louis XIII » aurait été prononcé en remerciement de la grossesse de son épouse Anne d’Autriche après vingt-trois ans de mariage, ou simplement pour demander un héritier mâle,,.
M. de Vaulgrenant conteste avec vigueur cette hypothèse arguant que la rédaction de la consécration est antérieure à la grossesse de son épouse, et que nulle part dans le texte il n'est fait mention d'une demande, ou d'une reconnaissance pour la naissance du futur Louis XIV. Youness Bousenna, semble également abonder en ce sens lorsqu'il écrit dans un article du journal Le Monde que « l'ensemble spectaculaire » du retable de la cathédrale de Paris [représentant le vœu de Louis XIII] « cristallise un désir qui relie la France à cette figure majeure du christianisme : le vœu de Louis XIII, formulé en 1638, de consacrer son royaume à la Vierge et de faire du 15 août le jour de sa célébration », sans avoir de lien avec la naissance désiré de Louis XIV.

## Le vœu deLouisXIIIdu10 février 1638
Le texte qui a été soumis et adopté par le Parlement de Paris est finalement signé par le Roi le 10 février 1638, en son château de Saint-Germain-en-Laye. Ce texte, ratifié par le parlement, figure dans le Recueil des anciennes lois françaises du juriste Isambert. Pour Maurice de Vaulgrenant, ce texte « est un acte officiel au premier chef qui doit être considéré comme une loi française ».
Par ce texte, Louis XIII déclare  « prendre la très sainte et très glorieuse Vierge pour protectrice spéciale de notre royaume » et de consacrer le royaume de France à Notre-Dame « en laquelle nous mettons particulièrement nostre Personne, nostre Etat, nostre Couronne, et tous nos Sujets pour obtenir par ce moyen celle de la Saincte Trinité, par son intercession, et de toute la Cours céleste, par son auctorité et exemple ».
Pour rendre visible et garder la mémoire de ce vœu, Louis XIII instaure les processions du 15 août (fête de l'Assomption de la Vierge) durant lesquelles les sujets devaient prier Dieu et la Vierge pour les heureux succès du roi. En outre, chaque église épiscopale du royaume se devait, dans la mesure où l'église elle-même n'était pas sous le patronage de la Vierge, de consacrer sa chapelle principale à la Reine des Cieux. Louis XIII promet enfin d'élever un nouveau maître-autel dans la cathédrale Notre-Dame de Paris, avec une sculpture de la Pietà, devant laquelle lui-même sera représenté lui remettant son sceptre et sa couronne,. Il demande également que chaque jour de l'Assomption à l'issue de la prière des vêpres, se tienne une grande procession solennelle (avec tous les notables et officiers de la ville), tant dans les cathédrales du royaume, que dans les églises paroissiales et les monastères.
Quelques mois plus tard, les troupes espagnoles contre-attaquent dans le nord de la France, le roi se rend à Abbeville avec Richelieu pour défendre la ville menacée. Le 15 août, dans l'église d'Abbeville, la fête religieuse est « célébrée en grande pompe », et lors de la messe solennelle, le roi y consacre son royaume à la Vierge,.

### Le maître-autel de Notre-Dame de Paris

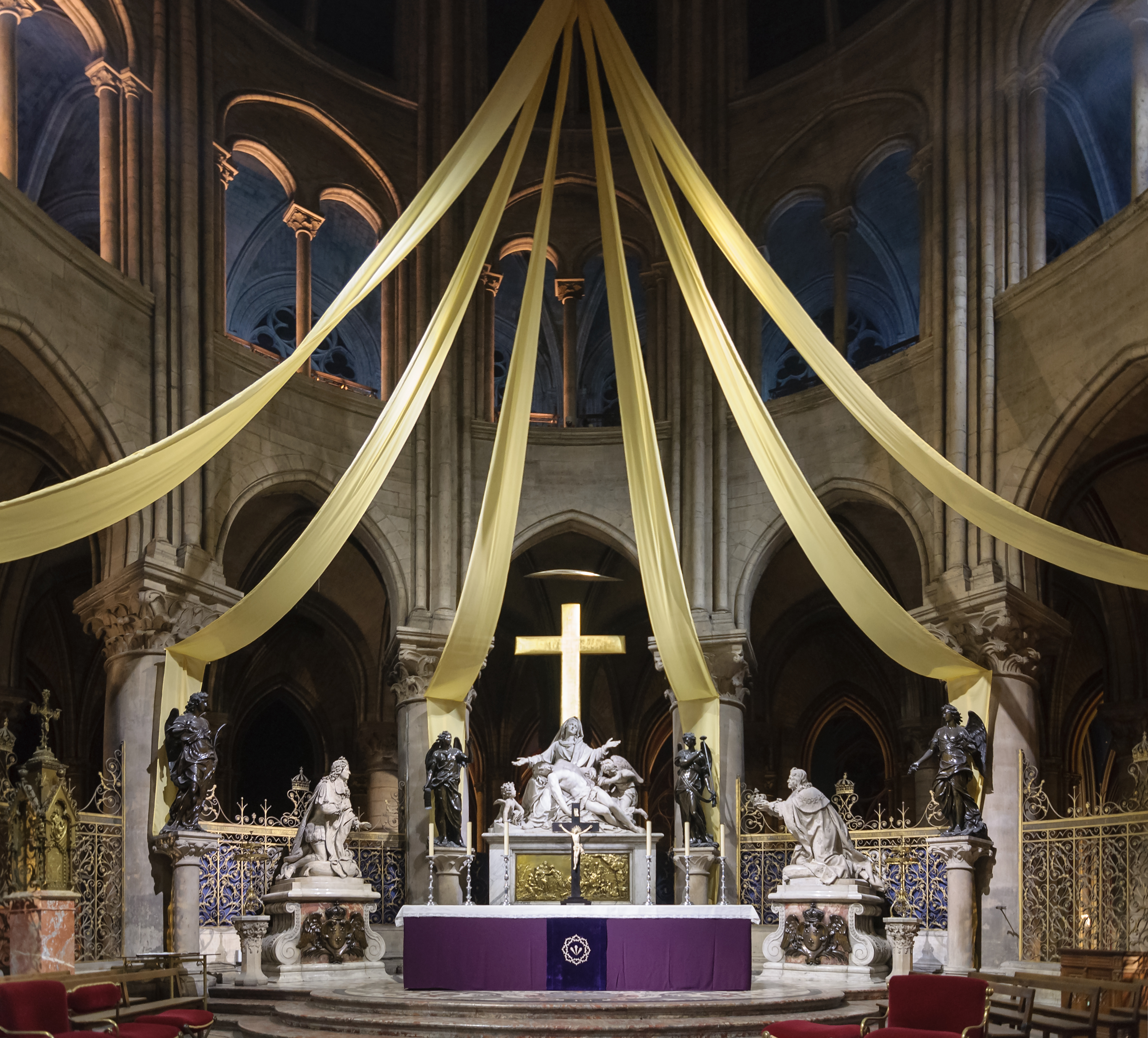
Maître-autel (Nicolas Coustou), statues de Louis XIII (Guillaume Coustou) et de Louis XIV (Antoine Coysevox).

Décédé prématurément cinq ans plus tard, le roi n'a pas le temps de matérialiser la deuxième partie de son vœu concernant Notre-Dame de Paris. C'est son fils Louis XIV qui le réalise plus de soixante ans après.
De 1708 à 1725, Robert de Cotte remanie complètement le chœur de la cathédrale, masquant les six ogives de l'abside par des arcades en plein cintre revêtues de marbre blanc et rouge du Languedoc. C'est d'abord un somptueux maître-autel sculpté en marbre d'Egypte en forme de tombeau antique, richement décoré de chérubins de bronze doré et encadré par deux grands anges en adoration, le tout sur des dessins du sculpteur Vassé qui est édifié au fond du choeur. De part et d'autre, sont installés sur des piédestaux de marbre blanc ornés des armes de France  les statues en orant de deux souverains: à droite, Louis XIII, par Guillaume Coustou, portant le manteau du sacre offre sa couronne à la Vierge Marie tandis qu'à gauche, Louis XIV, par Antoine Coysevox, portant également le manteau du sacre tend avec déférence sa main vers la Vierge.   La statuaire est complétée par six anges de métal doré portant les instruments de la Passion et disposés sur des consoles adossées aux six pilastres de l'abside. Ces anges étaient l'oeuvre des sculpteurs Corneille Van Clève, Poirier, Simon Hurtrelle, Philippe Magnier et Anselme Flamen.  Ce n'est qu'en 1723 que l'ensemble est achevé avec l'installation d'une pietà de Nicolas Coustou est placée derrière le maître-autel. 
```
L'aménagement du choeur est complété par de hautes stalles en chêne ciré "à la capucine"  évoquant la vie de la Vierge  et qui pouvaient accueillir jusqu'à cent quarante quatre clercs. Elles sont l'oeuvre de Jules Dugoullon, sculpteur du roi. Ces stalles, étaient surmontées de huit grands tableaux évoquant la vie de la Vierge qui avaient, pour six d'entre eux, été offerts par le chanoine Antoine de la Porte. Le choeur reçoit enfin un pavement de marbres vert Campan et rouge du Languedoc, complété par des dalles de marbre blanc et noir posées en damier et portant aux pied de l'autelles chiffres de Louis XIV et les grandes armes de France réalisées dans une marqueterie de marbres polychromes. Cet ensemble, d'une remarquable qualité d'exécution sera épargné par la Révolution par respect pour les arts
```

enfin
Charles de La Fosse (1630-1716) réalise :
- L'Adoration des Bergers (aussi appelée La Nativité)[14], 1715 (musée du Louvre) ;
- L'adoration des Mages[15], 1715 (Louvre, Paris) ;

Louis de Boullogne (1654-1733) peint :
- Le Repos pendant la fuite en Egypte[16], 1715 (musée des Beaux-Arts d'Arras) ;
- La présentation au Temple[17], 1715 (Louvre, Paris) ;

Jean Jouvenet (1644-1717) exécute :
- La Visitation de la Vierge (Le Magnificat)[18],[19], 1716 (Notre-Dame, Paris) ;

Antoine Coypel (1661-1722) réalise :
- Jésus parmi les docteurs[20], 1717 (chapelle des Pénitents Blancs, Villeneuve-sur-Lot (Lot-et-Garonne)) ;
- L'Assomption de la Vierge, 1717 (œuvre perdue, mais dont le Louvre garde des dessins préparatoires[21],[22],[23],[24])  ;

Claude Guy Hallé (1652-1736), produit :
- L'Annonciation[25], 1717 (Louvre, Paris).

|  |  |  |  |
|  |  |  |  |

Le jubé est démoli et les stalles de Charpentier et Dugoulon sont surmontées des huit tableaux dont un seul subsiste actuellement à Notre-Dame. C'est à l'occasion de ces travaux que l'on découvre, dans la fondation de l'autel, les quatre pierres du pilier des nautes.
Lors de la Révolution, une partie de cet ensemble, dont les reliefs des anges des écoinçons, ainsi que deux statues d'anges en bronze, est détruite. Remis en place lors de la Restauration, l'ensemble, réalisé par Robert de Cotte, est largement remodelé au XIXe siècle par Eugène Viollet-le-Duc, ce dernier désirant ressusciter la cathédrale du Moyen Âge. Mais les statues de la Piéta et des deux rois sont conservées à leur place.
Si la cathédrale de Paris est ravagée par un incendie en 2019, les sculptures du retable ont échappé à la destruction.

### Postérité du vœu deLouisXIII
Cette consécration fut confirmée par Louis XIV le 25 mars 1650, puis renouvelée par Louis XV en 1738, à l'occasion du centenaire du vœu. A cette occasion, le roi écrit à tous les évêques du royaume pour exprimer « sa volonté de voir commémorer avec éclat le centenaire » de ce vœu,.
Lors de la Révolution française, l'Assemblée législative abolit la consécration de la France à la Vierge, le 14 août 1792. À la Restauration, Louis XVIII la rétablit, en août 1814.
Sous la monarchie de Juillet, la célébration du vœu de Louis XIII est définitivement abolie par Louis-Philippe Ier, en août 1831.
En 1922, le pape Pie XI déclare la Vierge de l'Assomption « patronne principale de la France », rappelant ainsi le lien établi par Louis XIII entre Notre-Dame de l'Assomption et le royaume de France.
Le cardinal Lustiger, archevêque de Paris, a réintroduit la procession pour faire mémoire du vœu de Louis XIII, le 15 août 1988,. Et depuis cette date, à l'issue de la procession, un évêque relit solennellement le texte du vœu royal.
En 2022, l’évêque de Chartres a renouvelé le vœu de Louis XIII et la consécration de la France à Marie lors de la procession du 15 août.
Louis Manaranche rappelle que le jour férié du 15 août, toujours en vigueur en France, république laïque, est une conséquence et un héritage du vœu de Louis XIII.

## Iconographie
Le vœu de Louis XIII a été représenté sur plusieurs tableaux, présentés par ordre chronologique :
- Simon Vouet, Le Vœu de Louis XIII, 1633 (?), mairie de Neuilly-Saint-Front (Aisne).
- Claude Vignon, « En Jésus et Marie notre amour est uni » ou Déploration sur le Christ mort avec Louis XIII et Anne d’Autriche, 1634, Amiens, musée de Picardie.
- Gilles Rousselet, Le Vœu de Louis XIII, d’après Claude Vignon, vers 1638.
- Philippe de Champaigne, Le Vœu de Louis XIII (1638), huile sur toile (musée des beaux-arts de Caen)[V 6].
- Abraham Bosse, Les Vœux du Roi et de la Reine, 1638.
- Anonyme, Le Vœu de Louis XIII, XVIIe siècle, église de l’Assomption d'Antigny-la-Ville (Côte-d'Or).
- François Mimault, Le Vœu de Louis XIII, 1639, église Saint-Pierre de La Penne (Alpes-Maritimes) .
- Anonyme, d’après Juste d'Egmont, L’Adoration et offrande de la France au Dauphin des Cieux, 1640
- Charles André van Loo, Le Vœu de Louis XIII, 1746, Paris, initialement pour l'église des Petits Augustins, aujourd'hui dans la basilique Notre-Dame-des-Victoires de Paris[V 6].
- Jean-Dominique Ingres, Le Vœu de Louis XIII (1824), Montauban, cathédrale Notre-Dame. Commandé en 1820 et présenté au salon de 1824, le tableau remporta un vif succès[V 6]. Ce tableau a bénéficié d'une restauration de 2013 à 2017[32].
- Une copie de la toile d'Ingres de 1826 redécouverte à Lons-le-Saunier en 2015. Cette oeuvre accrochée dans l'église Saint-Désirée de Lons-le-Saunier jusqu'en 1931 pourrait être une copie du maître ou d'un de ses élèves[33].
- Auteur inconnu, peinture sur bois dans la chapelle Saint-Joseph de l'église Saint-Pierre de Voiron, datant de 1821.

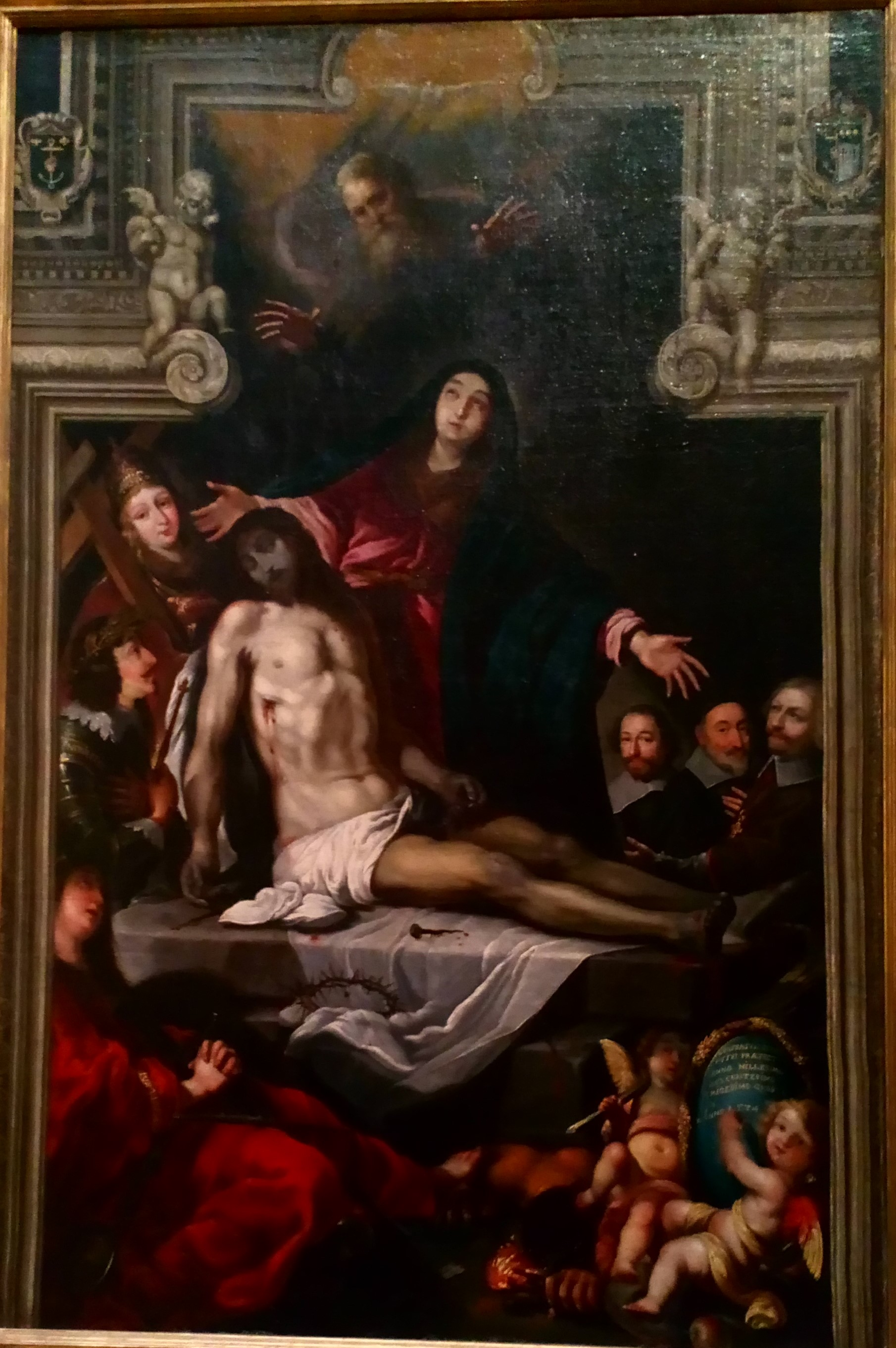
Claude Vignon, Déploration du Christ entre Louis XIII et Anne d'Autriche, En Jésus et Marie notre amour est uni (1634), Amiens, musée de Picardie.
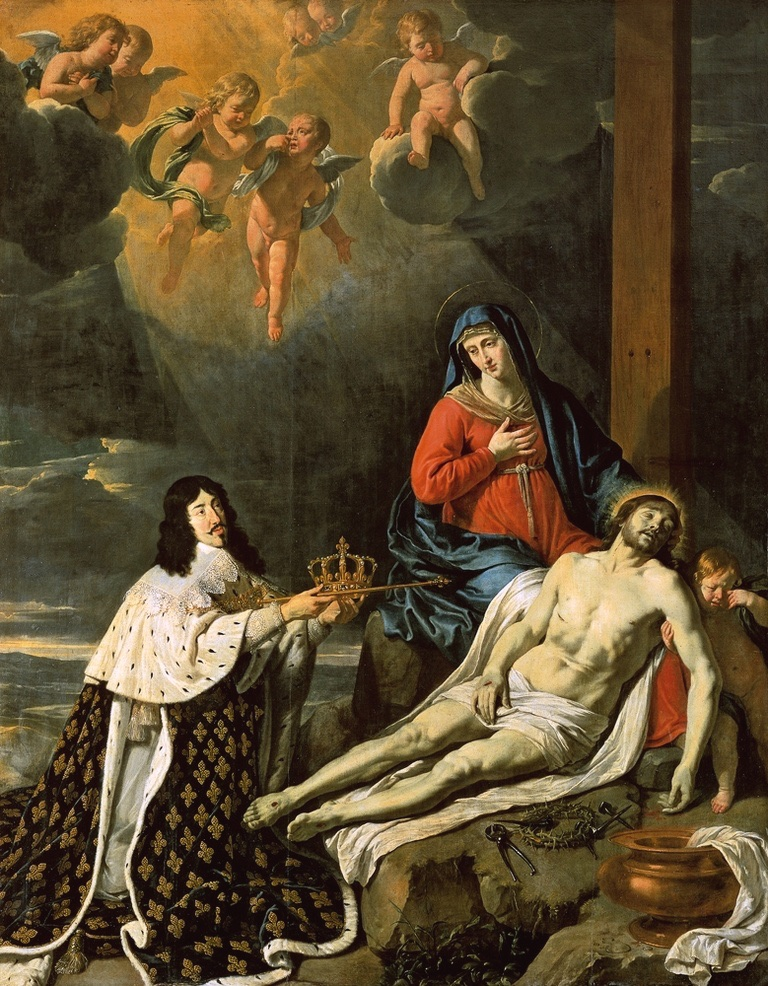
Le Vœu de Louis XIII, par Philippe de Champaigne (1638), Caen, musée des Beaux-Arts.
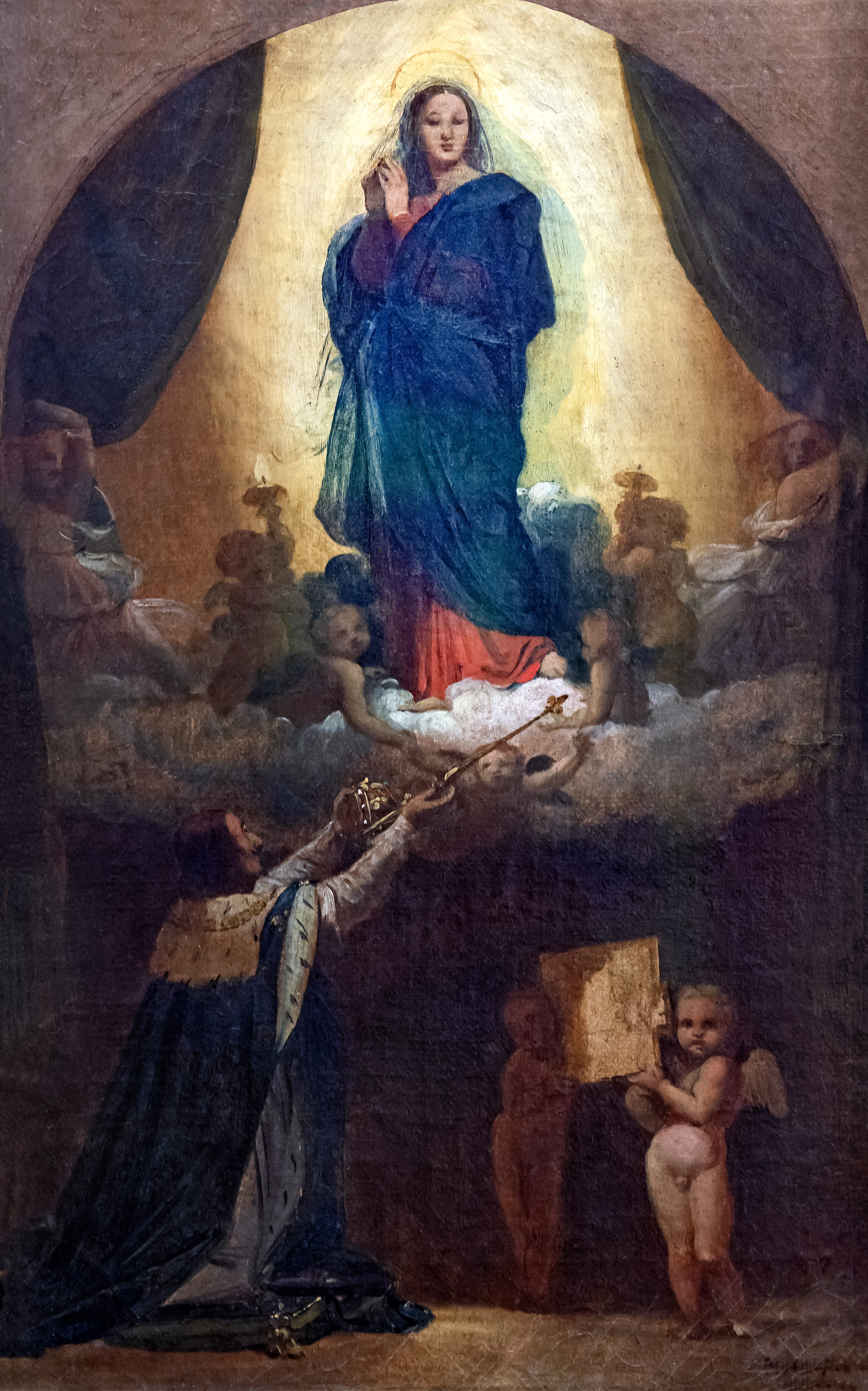
Première pensée du Vœu de Louis XIII, par Ingres (1821), Montauban, musée Ingres-Bourdelle.
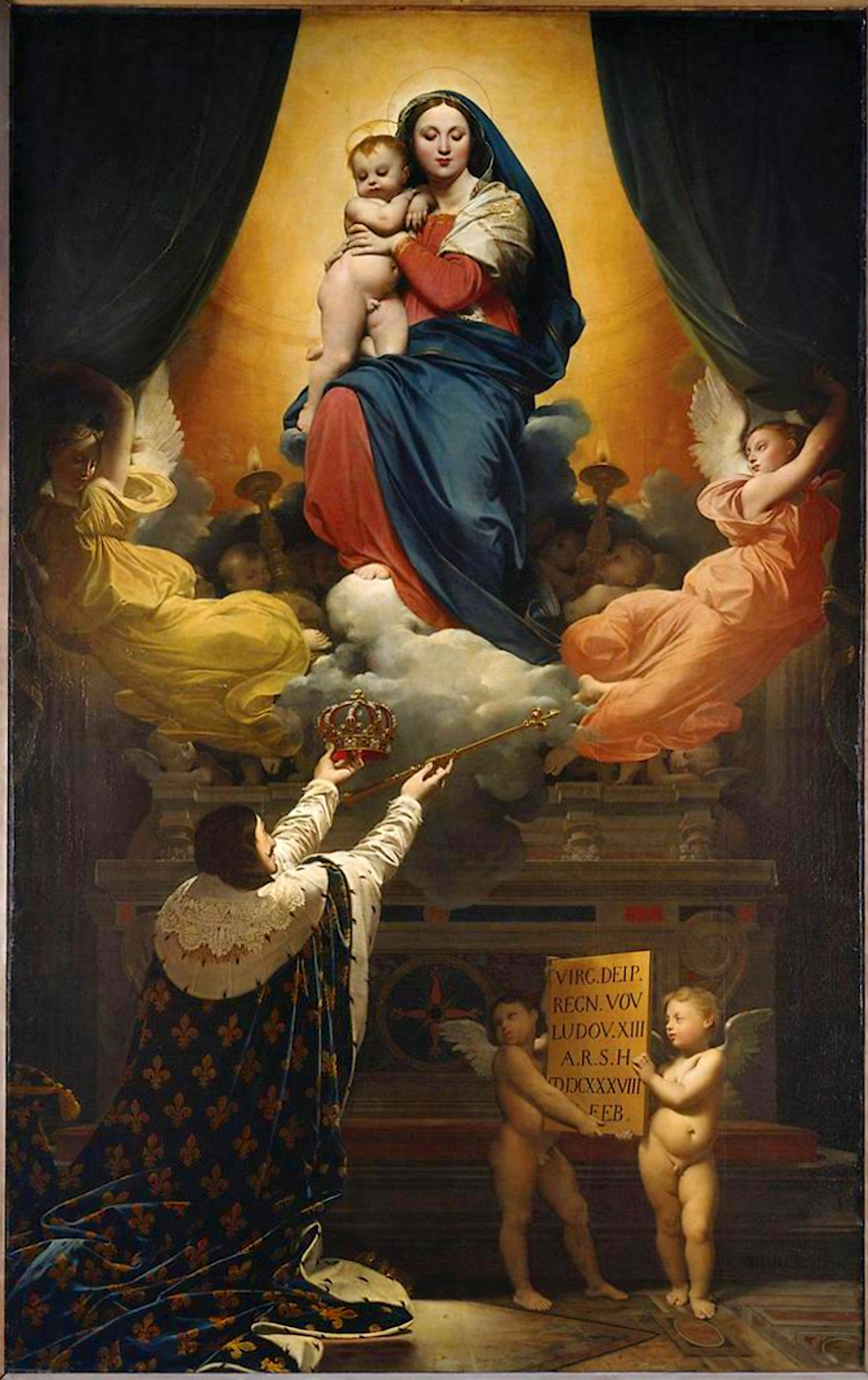
Le Vœu de Louis XIII, par Ingres (1824), Cathédrale Notre-Dame-de-l'Assomption de Montauban.